# Glaphyria spinacrista
Glaphyria spinacrista là một loài bướm đêm trong họ Crambidae.